# Бертуччелли, Жюли
Жюли Матильда Шарлотта Клер Бертуччелли (фр. Julie Mathilde Charlotte Claire Bertuccelli, род. 12 февраля 1968) — французский кинорежиссёр.

## Биография
Жюли Бертуччелли родилась 12 февраля 1968 года в парижском пригороде Булонь-Бийанкур, в семье режиссёра Жана-Луи Бертуччелли.
Магистр философии, кинодокументалист парижской студии «Ателье Варан». Дебютировала с телевизионной документальной лентой «Un métier comme un autre» (1993). Работала ассистентом режиссёра у Отара Иоселиани, Кшиштофта Кесьлёвского, Бертрана Тавернье, Эмманюэля Финкеля и Рити Панха. Её полнометражный дебютный фильм «С тех пор, как уехал Отар» (2003) был признан лучшим в рамках программы «Неделя критики» Каннского фестиваля, получил награду Ассоциации Маргерит Дюрас, а также хорошие отзывы и награды различных международных кинофестивалей. Вторая работа — картина «Дерево», была отобрана для закрытия Каннского кинофестиваля 2010 года.
Была замужем за скоропостижно скончавшимся в 2006 году французским кинооператором Кристофом Поллаком.

## Фильмография

### Документальные
- 1993 — Un métier comme un autre
- 1994 — Une liberté !
- 1997 — La Fabrique des juges
- 1999 — Bienvenue au grand magasin
- 2000 — Les Iles éoliennes
- 2006 — Un monde en fusion
- 2006 — Otar Iosseliani, le merle siffleur
- 2008 — Le mystère Glasberg
- 2008 — Antoinette Fouque, qu’est-ce qu’une femme
- 2012 — La Cour de Babel

### Художественные
- 2003 — С тех пор, как уехал Отар / Depuis qu’Otar est parti…
- 2010 — Дерево / L’Arbre

## Награды и номинации

### Награды
- Кавалер ордена Почётного легиона (14 июля 2018 года)[1]
- Гран-при жюри «Недели критиков» Каннского фестиваля (С тех пор, как уехал Отар)
- Rail d’or жюри «Недели критиков» Каннского фестиваля (С тех пор, как уехал Отар)
- Премия «Сезар» за лучший дебют (С тех пор, как уехал Отар)
- Награда Кинофестиваля в Довиле за лучший французский сценарий (С тех пор, как уехал Отар)
- Награда Синдиката французских кинокритиков за лучший дебют (С тех пор, как уехал Отар)
- Приз SIGNIS Гонконгского международного кинофестиваля (С тех пор, как уехал Отар)
- Главный приз Кинофестиваля в Санта-Фе (С тех пор, как уехал Отар)
- Специальный приз международной федерации кинопрессы ФИПРЕССИ Международного венского кинофестиваля Viennale (С тех пор, как уехал Отар)
- Специальное упоминание на Международном кинофестивале в Варшаве (С тех пор, как уехал Отар)

### Номинации
- Премия «Сезар» за лучший оригинальный сценарий или адаптацию (С тех пор, как уехал Отар)
- Премия «European Film Awards» за лучшую режиссуру (С тех пор, как уехал Отар)
- Гран-при Международного кинофестиваля в Братиславе (С тех пор, как уехал Отар)
- Награда Международного кинофестиваля «Молодость» в Киеве за лучший полнометражный фильм (С тех пор, как уехал Отар)